# Censo de México de 1930
El censo de México de 1930, denominado oficialmente Quinto Censo de Población, fue el quinto censo realizado en México. Se llevó a cabo el 15 de mayo de 1930 y dio como resultado una población de 16 552 722 de habitantes. Esta fue la primera ocasión en que México registró una ciudad de más de un millón de habitantes.

## Realización
Este fue el primer censo realizado por el Departamento de Estadística Nacional. Previo a su ejecución se llevó a cabo una campaña de concientización para motivar la participación en el censo, que incluyó carteles colocados en sitios públicos, sellos postales conmemorativos, boletos de lotería, notas de prensa y otros métodos de promoción.
En este censo se registró a la población en base a su lugar de residencia habitual y no en función del lugar dónde estaban presentes al momento del levantamiento, como se hizo en los censos previos. También se empezó a utilizar una boleta colectiva para registrar a las personas. En los censos previos se usaba una hoja por persona o por familia, que debía ser rellenada por la persona censada. En la boleta colectiva cada persona ocupa un renglón dentro de una tabla, la cual debe ser llenada por un censista entrenado para la labor. El censo fue realizado el 15 de mayo de 1930 y en él se recolectaron los siguientes datos:
- Sexo
- Edad
- Lugar de nacimiento
- Nacionalidad
- Cambio de nacionalidad
- Lengua
- Parentesco
- Credo religioso
- Defectos físicos y mentales
- Analfabetismo
- Asistencia a la escuela
- Estado civil
- Actividad económica
- Ocupación
- Bienes raíces

Este fue el primer censo en recurir a máquinas para facilitar el recuento de los datos y el primero en que la publicación de los datos incluía el cruce de los datos recolectados, así como la comparativa con los resultados de los censos de 1910 y 1921.

## Resultados
| Posición | Estado                        | Población | Variación respecto a 1921 | Variación respecto a 1921 | Variación respecto a 1921 |
| Posición | Estado                        | Población | Pobl.                     | %                         | Pos.                      |
| -------- | ----------------------------- | --------- | ------------------------- | ------------------------- | ------------------------- |
| 1        | Veracruz                      | 1 377 293 | 217 358                   | 18.74                     | 1                         |
| 2        | Jalisco                       | 1 255 346 | 63 389                    | 5.32                      | 1                         |
| 3        | Distrito Federal              | 1 229 576 | 323 513                   | 35.71                     | 3                         |
| 4        | Puebla                        | 1 150 425 | 125 470                   | 12.24                     | 1                         |
| 5        | Oaxaca                        | 1 084 549 | 108 544                   | 11.12                     | 1                         |
| 6        | Michoacán                     | 1 048 381 | 108 532                   | 11.55                     | 1                         |
| 7        | México                        | 990 112   | 105 495                   | 11.93                     | Sin cambios               |
| 8        | Guanajuato                    | 987 801   | 127 437                   | 14.81                     | Sin cambios               |
| 9        | Hidalgo                       | 677 772   | 55 531                    | 8.92                      | Sin cambios               |
| 10       | Guerrero                      | 641 690   | 74 854                    | 13.21                     | Sin cambios               |
| 11       | San Luis Potosí               | 579 831   | 134 150                   | 30.10                     | Sin cambios               |
| 12       | Chiapas                       | 529 983   | 108 239                   | 25.66                     | Sin cambios               |
| 13       | Chihuahua                     | 491 792   | 90 170                    | 22.45                     | Sin cambios               |
| 14       | Zacatecas                     | 459 047   | 79 718                    | 21.01                     | 1                         |
| 15       | Coahuila                      | 436 425   | 42 945                    | 10.91                     | 1                         |
| 16       | Nuevo León                    | 417 491   | 81 079                    | 24.10                     | 3                         |
| 17       | Durango                       | 404 364   | 67 598                    | 20.07                     | 1                         |
| 18       | Sinaloa                       | 395 618   | 54 353                    | 15.93                     | 1                         |
| 19       | Yucatán                       | 386 096   | 27 875                    | 7.78                      | 3                         |
| 20       | Tamaulipas                    | 344 039   | 57 135                    | 19.91                     | Sin cambios               |
| 21       | Sonora                        | 316 271   | 41 144                    | 14.95                     | Sin cambios               |
| 22       | Querétaro                     | 234 058   | 13 827                    | 6.28                      | Sin cambios               |
| 23       | Tabasco                       | 224 023   | 13 586                    | 6.46                      | Sin cambios               |
| 24       | Tlaxcala                      | 205 458   | 26 888                    | 15.06                     | Sin cambios               |
| 25       | Nayarit                       | 167 724   | 4 541                     | 2.78                      | Sin cambios               |
| 26       | Aguascalientes                | 132 900   | 25 319                    | 23.53                     | Sin cambios               |
| 27       | Morelos                       | 132 068   | 28 628                    | 27.68                     | Sin cambios               |
| 28       | Territorio de Baja California | 95 416    | 32 585                    | 51.86                     | 2                         |
| 29       | Campeche                      | 84 630    | 8 211                     | 10.74                     | Sin cambios               |
| 30       | Colima                        | 61 923    | -29 826                   | -33.00                    | 2                         |
| 31       | Territorio de Quintana Roo    | 10 620    | -346                      | -3.16                     | Sin cambios               |

## Ciudades más pobladas
| Posición | Ciudad             | Estado           | Población |
| -------- | ------------------ | ---------------- | --------- |
| 1        | Ciudad de México   | Distrito Federal | 1 029 068 |
| 2        | Guadalajara        | Jalisco          | 179 556   |
| 3        | Monterrey          | Nuevo León       | 132 577   |
| 4        | Puebla de Zaragoza | Puebla           | 114 793   |
| 5        | Mérida             | Yucatán          | 95 015    |
| 6        | San Luis Potosí    | San Luis Potosí  | 74 003    |
| 7        | León               | Guanajuato       | 69 403    |
| 8        | Tampico            | Tamaulipas       | 68 126    |
| 9        | Veracruz           | Veracruz         | 67 801    |
| 10       | Torreón            | Coahuila         | 66 001    |
| 11       | Aguascalientes     | Aguascalientes   | 62 244    |
| 12       | Chihuahua          | Chihuahua        | 45 595    |
| 13       | Saltillo           | Coahuila         | 45 272    |
| 14       | Pachuca            | Hidalgo          | 43 023    |
| 15       | Orizaba            | Veracruz         | 42 904    |
| 16       | Toluca             | México           | 41 234    |
| 17       | Morelia            | Michoacán        | 39 916    |
| 18       | Ciudad Juárez      | Chihuahua        | 39 669    |
| 19       | Xalapa             | Veracruz         | 36 812    |
| 20       | Durango            | Durango          | 36 330    |